# Willi Tannheimer
Willi Tannheimer (né en 1940 à Hinterstein) est un sculpteur allemand.

## Biographie

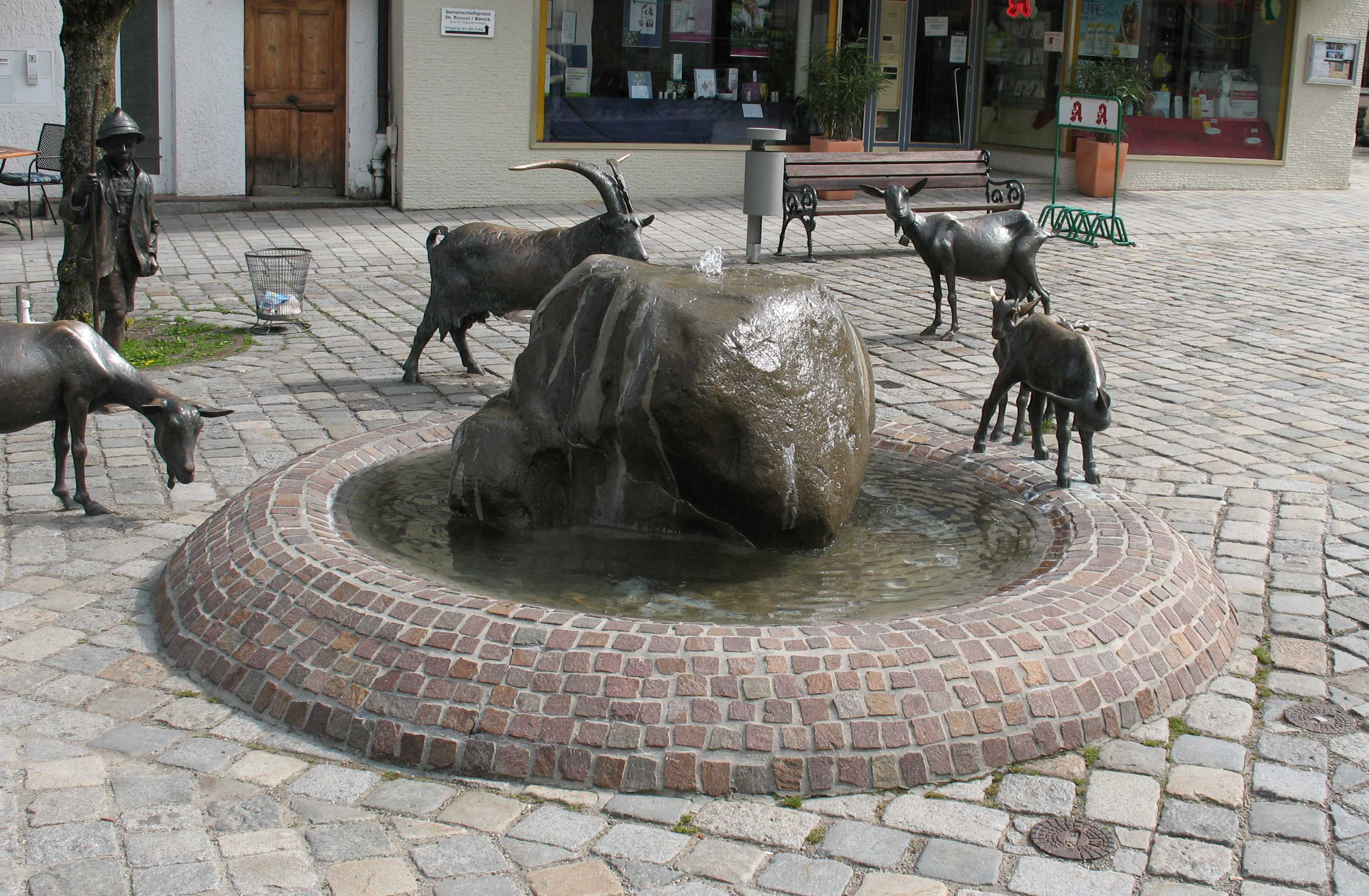
Fontaine aux chèvres, Immenstadt.

Il a une première formation avec son père Wilhelm Tannheimer en tant que sculpteur sur bois. De 1966 à 1968, il va à l'académie des beaux-arts de Munich. Il fait ensuite plusieurs visites d'étude dans des académies d'été internationales.
Tannheimer travaille comme sculpteur indépendant à Hinterstein depuis 1968. Il travaille le bronze, le bois et la pierre. Il exécute des travaux de contrat publics et privés.

## Source de la traduction
- (de) Cet article est partiellement ou en totalité issu de l’article de Wikipédia en allemand intitulé « Willi Tannheimer » (voir la liste des auteurs).